# Ouémé
Ouémé är ett av Benins tolv departement, och är belägen i den sydöstra delen av landet, med gräns mot Nigeria i sydost och kust mot Guineabukten i Atlanten i söder. Den administrativa huvudorten är Porto-Novo, som tillika är Benins officiella huvudstad. Befolkningen uppgick till 1 100 404 invånare vid folkräkningen 2013, på en yta av 1 281 km².

## Administrativ indelning

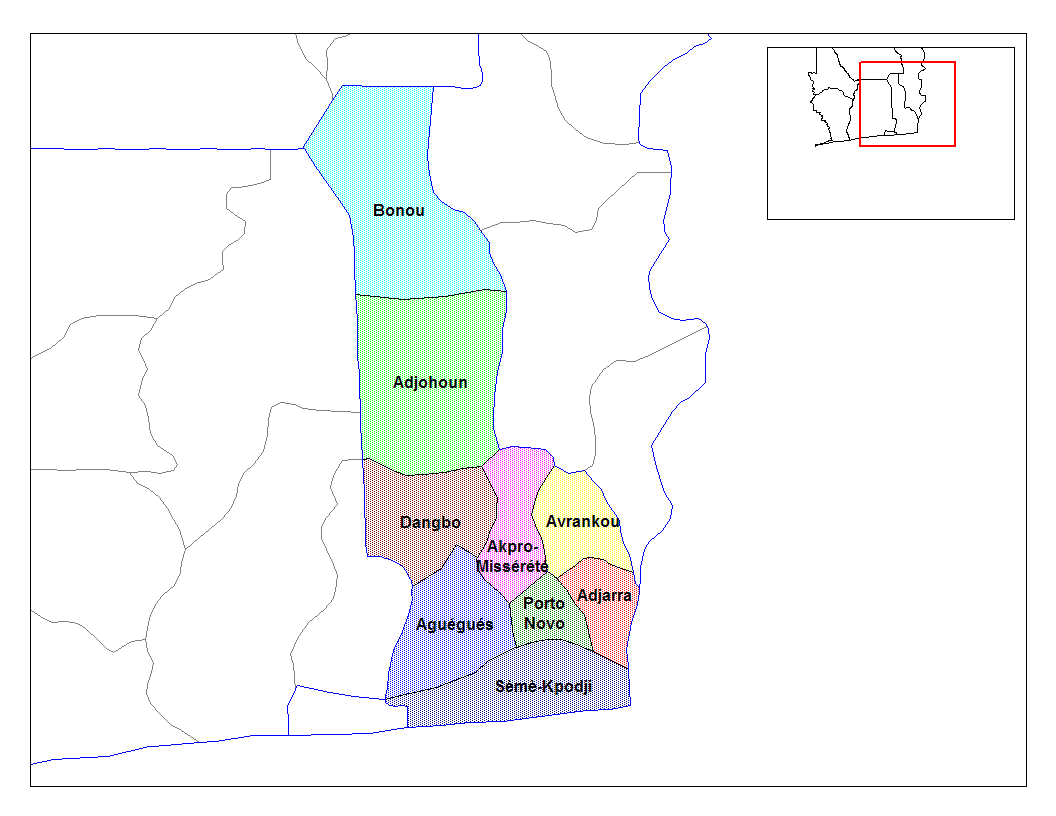
Karta över Ouémés kommuner.

Departementet är indelat i nio kommuner:
- Adjarra
- Adjohoun
- Aguégués
- Akpro-Missérété
- Avrankou
- Bonou
- Dangbo
- Porto-Novo
- Sèmè-Kpodji